# Grani
Vous lisez un « bon article » labellisé en 2010.
Cette page contient des caractères spéciaux ou non latins. S’ils s’affichent mal (▯, ?, etc.), consultez la page d’aide Unicode.
Grani (ou Greyfell) est, selon les textes qui composent l'Edda poétique et la Völsunga saga, dans la mythologie nordique, un cheval gris fils de la monture à huit jambes d'Odin, Sleipnir. Il est capturé puis chevauché par le héros Sigurðr grâce aux conseils d'un vieil homme qui n'est autre que le dieu Odin déguisé. Ce cheval est mentionné dans plusieurs textes et sagas médiévales, où il accompagne Sigurðr dans ses aventures. Grani possède des pouvoirs merveilleux, une grande force ainsi qu'une remarquable intelligence. Il le prouve notamment en franchissant le cercle de flammes qui entoure la valkyrie Brunehilde, en refusant de se laisser chevaucher par un autre que son maître (dans la Völsunga saga), puis en pleurant la mort de Sigurðr auprès de Guðrún, la femme de celui-ci (dans le Guðrúnarkviða II).
Plusieurs théories ont été proposées pour décrypter sa symbolique, notamment par Carl Gustav Jung. Il voit dans Grani un animal lié au feu. Signe d'Odin, Grani pourrait renvoyer à un totémisme ancien de par sa relation de complicité avec Sigurd.
L'histoire de Grani, étroitement liée à celle de Sigurðr (ou Siegfried) a été reconstituée de diverses façons et avec plus ou moins de succès à partir de sources fragmentaires anciennes, notamment au XIXe siècle dans de nombreuses adaptations de la légende des Nibelungen. Dans l'opéra de Richard Wagner, Der Ring des Nibelungen, Grane est le nom du cheval de Brunehilde. Plus récemment Grani réapparaît dans La Légende de Sigurd et Gudrún, retranscrite par Tolkien.

## Étymologie
Le substantif grani désigne originellement un cheval dont la lèvre supérieure est couverte de poils formant une « moustache » (grǫn en vieux norrois), et prend le sens de « barbu » ou « moustachu ». Le mot était autrefois utilisé par les scaldes pour désigner les représentations artistiques de l'animal. C'était aussi un prénom courant à l'époque viking, et une épithète pour désigner le dieu Odin.
Le nom de Grani est généralement traduit par « robe grise » ou « couleur grise »,. Cette couleur est la même que celle de son ancêtre Sleipnir. Dans quelques adaptations de la légende de Sigurd en langue anglaise, Grani est nommé « Greyfell ».

## Cycle de Sigurdr, meurtrier de Fafnir
Grani est le cheval de Sigurðr (le Siegfried de la version germanique) dans le cycle tel qu'il est rapporté par les poèmes héroïques de l'Edda poétique (qui dans les versions du Codex Regius sont datées entre le IXe siècle et le XIIe siècle, même si le fond en est plus ancien), et dans les textes en prose de la Völsunga saga (XIIe siècle) et de l'Edda de Snorri.

### Capture ou obtention

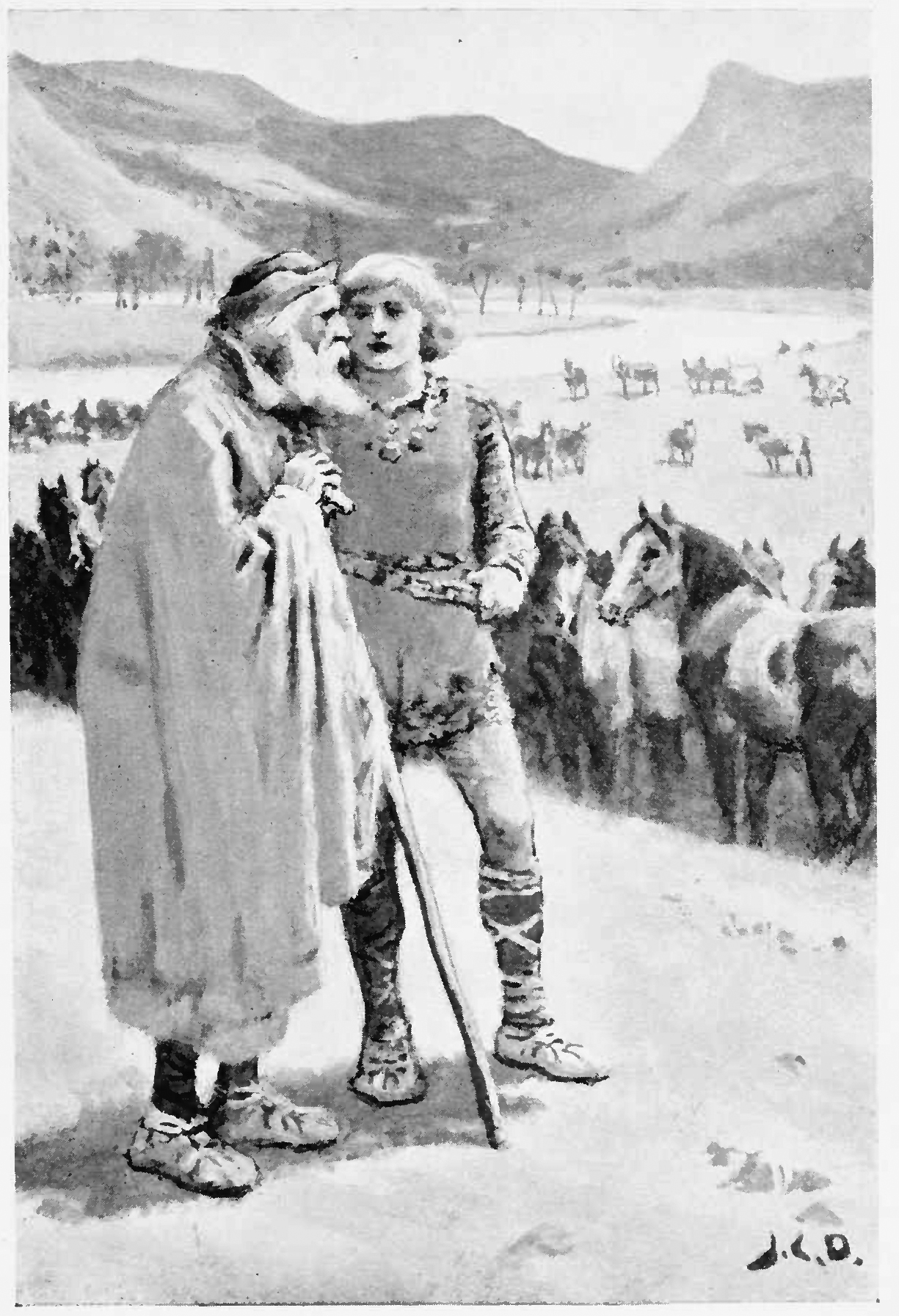
Un vieil homme conseille Sigurðr (ou Siegfried) pour choisir son cheval, dessin de J.C. Dollman, 1909.

Dans l'introduction du Dit de Reginn de l'Edda poétique, il est simplement raconté que « Sigurðr alla au troupeau des chevaux de Hlalprekr et se choisit un cheval qui fut ensuite appelé Grani ». La version de la Völsunga saga (13) est plus développée : le héros Sigurðr erre dans les bois quand il rencontre un vieil homme barbu qu'il n'a jamais vu auparavant. Curieux, Sigurðr lui raconte qu'il va choisir un cheval et demande à l'homme de l'accompagner pour l'aider à se décider. Le vieil homme lui répond qu'il devrait « conduire les chevaux à la rivière Busiltjörn ». Ils se rendent près de la profonde rivière et poussent tous les chevaux dans l'eau. Un seul parvient à remonter sur la terre ferme, c'est celui que choisit Sigurd : un animal de grande taille, de couleur grise et beau, que nul n'a jamais monté. L'homme barbu précise qu'il s'agit d'un « fils de Sleipnir », ajoute qu'« il devra être nourri soigneusement, car il sera le meilleur de tous les chevaux. », puis il disparaît. Sigurðr nomme le cheval Grani. Le récit ajoute que le vieil homme n'était autre qu'Odin,.
La Thidrekssaga offre une version différente. Grani y est offert à Sigurd par Brunehilde (présentée comme une magicienne et non une valkyrie) en gage d'hospitalité. Elle envoie douze hommes le capturer, tous échouent. Le lendemain, Siegfried se joint à eux, demande le mors, et Grani se laisse brider puis chevaucher.

### Trésor de Fafnir
Dans l'épilogue en prose des Dits de Fafnir, « Sigurdr chevaucha le long des traces de Fafnir jusqu'à son antre [...Il] trouva une énorme quantité d'or et en emplit deux coffres. Il prit le heaume de terreur, la cotte de mailles d'or, l'épée Hrotti et beaucoup d'objets de prix, et il en chargea Grani. Mais le cheval ne voulut pas avancer avant que Sigurdr ne fût monté sur son dos ». Ce récit est repris dans l'Edda de Snorri, qui explique pourquoi « charge de Grani » est un kenning (une métaphore poétique) pour désigner l'or. Dans les poèmes, Grani est souvent associé avec l'or. Dans le Chant de Völundr, le roi Nidudr accuse le forgeron Völundr d'avoir volé son or : « Cet or ne se trouvait pas/Sur la piste de Grani, /Je croyais notre pays loin/Des pentes du Rhin ».

### Rencontre avec Brunehilde
Dans les Dits de Sigrdrífa, la valkyrie Sigrdrífa-Brynhildr (la Brunehilde de la version germanique) révèle à Sigurðr 24 emplacements où sont gravées des runes magiques, et parmi ceux-ci, elle cite : « Sur le poitrail de Grani »,.

### Traversée du cercle de flammes
Dans la Völsunga saga, Gunnarr, le frère de sang de Sigurðr, est tombé amoureux de la valkyrie Brunehilde, prisonnière d'un cercle de flammes. Sigurd a épousé Gudrun. Gunnar se rend avec Sigurðr jusqu'au brasier qui le sépare de la valkyrie Brunehilde, avec son cheval Goti :

« Gunnar dirigea son cheval sur le feu, mais la bête s'accula. Sigurdr dit : « Pourquoi recules-tu, Gunnarr ? » Il répond : « Mon cheval ne veut pas traverser le feu », et il pria Sigurdr de lui prêter Grani. « Volontiers », dit Sigurdr. Gunnarr chevaucha à présent vers le feu, mais Grani ne voulait pas avancer. Gunnarr ne pouvait chevaucher à travers ce feu. Alors ils échangent leurs apparences comme Grimhildr [la mère magicienne de Gudrun] l'avait enseigné à Sigurdr et à Gunnarr. Ensuite, Sigurdr chevaucha, et il avait Gramr à la main, et il avait attaché des éperons d'or à ses pieds. Quand il sentit les éperons, Grani bondit vers le feu. Il y eut alors grand vacarme : le feu se mit à faire rage et la terre à trembler ; la flamme atteignait le ciel. Nul n'avait osé faire ce que tentait Sigurdr, et ce fut comme s'il chevauchait dans la ténèbre. Alors le feu s'apaisa ; et il descendit de cheval, entra dans la salle »

— Völsunga saga, Chapitre XXVII,,.
Ce récit est là encore repris dans l'Edda en prose, qui précise que « Grani ne voulait pas porter d'autre cavalier que Sigurd ». Lors d'une dispute au sujet de la valeur et la noblesse de leurs maris respectifs, Gudrun dévoile à Brunehilde qu'elle a été trompée. Cette dernière est furieuse et promet de se venger, bien que Brunehilde rétorque que « c'est Grani qui n'a pas osé traverser le feu alors que le roi Gunnar le montait, mais Gunnar, lui avait osé chevaucher et ce n'est pas la peine de mettre en doute son courage ».

### Mort de Sigurðr
Dans les deux premières stances du Guðrúnarkviða II, Þjóðrekr et Guðrún sont seuls et discutent de leurs peines respectives. Guðrún dit alors à Þjóðrekr qu'elle n'était qu'une jeune vierge quand son père Gjúki la donna à Sigurðr avec une dot en or. Ensuite, ses frères assassinent Sigurðr. Guðrún voit le cheval Grani la rejoindre au trot, et l’interroge :
|  | |  | |
|  | Guðrúnarkviða II en vieux norrois |  | Traduction française |
|  | Grani rann at þingi, - gnýr var at heyra, - en þá Sigurðr sjalfr eigi kom; öll váru söðuldýr sveita stokkin ok of vanið vási und vegöndum. |  | Grani revint du thing Vacarme s'entendit, Mais Sigurdr lui-même Ne revint pas ; Toutes les bêtes de selle De sueur ruisselaient, Avaient été trop pressées Par les assassins. |

Guðrún attrape les rênes du cheval et se met à pleurer, comprenant ce qui se passe :
|  | |  | |
|  | Guðrúnarkviða II en vieux norrois |  | Traduction française |
|  | Gekk ek grátandi við Grana ræða, úrughlýra jó frá ek spjalla; hnipnaði Grani þá, drap í gras höfði, jór þat vissi, eigendr né lifðu-t. |  | Je m'en allai, pleurante, À Grani parler, Les joues trempées de larmes Le priai de parler ; Alors s'affaissa Grani, Dans l'herbe courba la tête ; L'étalon le savait : Son maître ne vivait plus. |

## Représentations

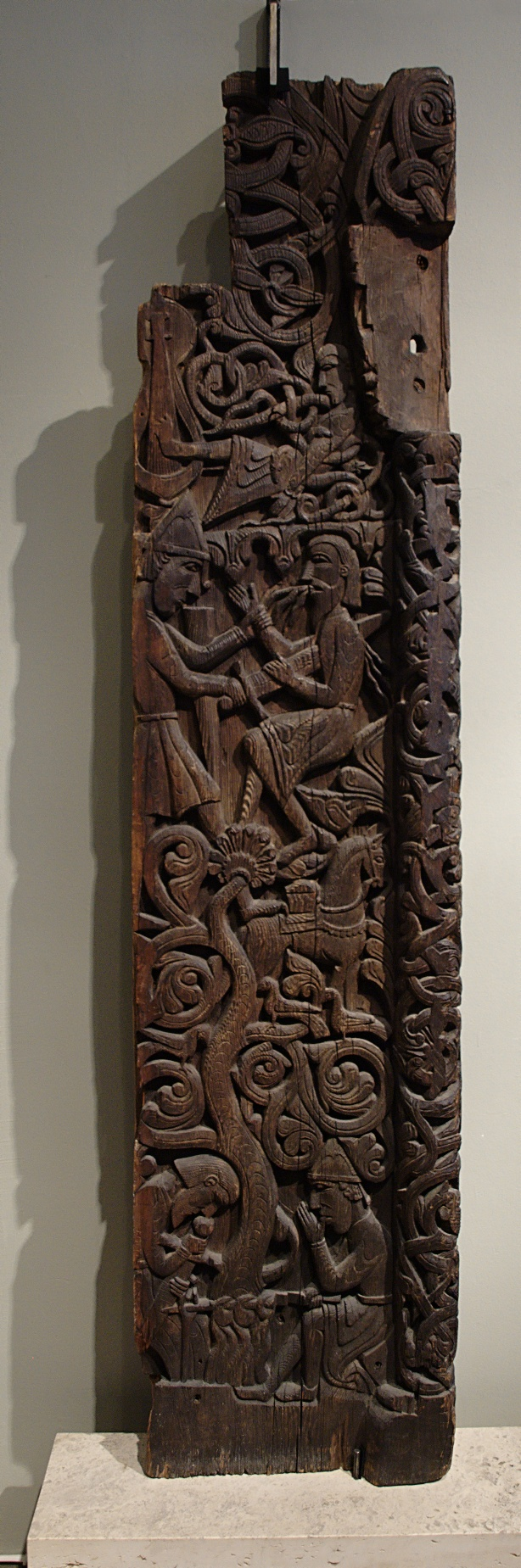
Hylestad I

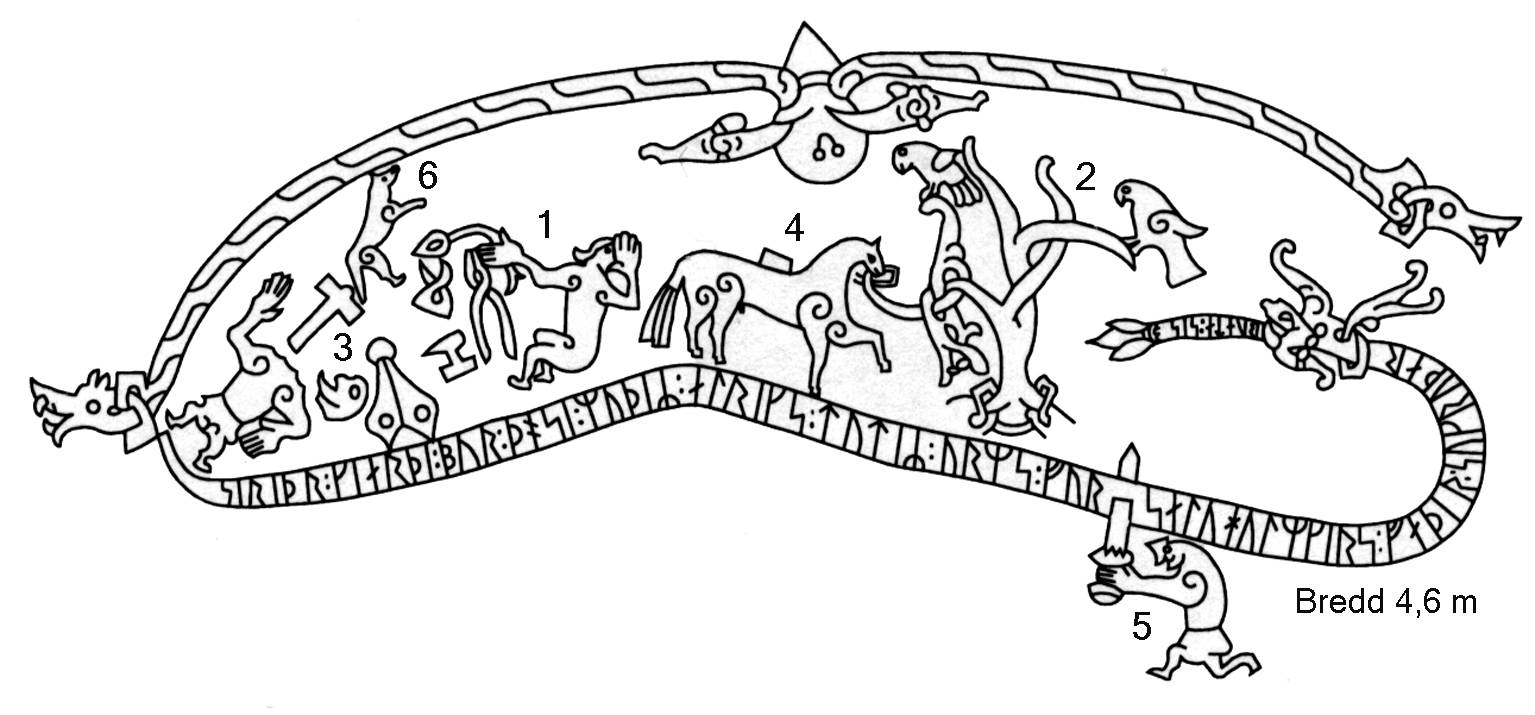
Pierre runique de Ramsund, illustrant la légende de Sigurðr, avec Grani au milieu

La pierre runique de Ramsund contient une représentation de Grani chargé du trésor du dragon Fafnir,. La partie gauche du portail en bois de l'église d'Hylestad, que l'on appelle Hylestad I, illustre la légende de Sigurðr et montre un cheval qui pourrait être Grani.

## Les Nibelungen
Contrairement à ce que l'on pourrait croire, la chanson des Nibelungen originale, dans sa version du XIIe siècle, ne mentionne pas Grani. Marc-André Wagner fait remarquer que l'influence de la poésie courtoise y a effacé un certain nombre de données issues du mythe originel, et que Grani pourrait avoir disparu au fil des adaptations.
La chanson des Nibelungen sert de base à une foule d'interprétations de la légende, également reconstruites à partir de la Völsunga saga et de l'Edda poétique qui la précèdent chronologiquement, où Grani est bien mentionné.

## Symbolique et interprétations
Dans les mythes et légendes germano-scandinaves, les chevaux sont souvent les compagnons de dieux et de personnages héroïques, leurs attributs et leur symbolique étant variables. Les anciens peuples scandinaves forment une civilisation à la fois cavalière et mystique, le chamanisme y revêt une grande importance. C'est tout naturellement qu'ils ont attribué de nombreux pouvoirs au cheval, animal porteur de vie et de fertilité mentionné maintes fois. Ainsi, Grani est décrit comme capable de comprendre le langage humain, bien que les récits le concernant mentionnent peu de faits merveilleux en dehors du franchissement du cercle de flammes.
Selon l'analyse de Marc-André Wagner, historien du cheval, l'aide apportée par Odin à Sigurðr pour conquérir Grani vise à montrer au héros qu'il a la faveur du dieu, Grani étant le propre fils de Sleipnir, la monture d'Odin. Par la suite, la Völsunga saga met en valeur les liens de complicité entre Sigurðr et sa monture, thème classique et courant dans toute la littérature héroïque médiévale. Le franchissement du cercle de flamme illustre le pouvoir de briser les limites entre les mondes, fréquemment attribué au cheval chez les germano-scandinaves, ce qui pourrait signifier que Grani est un animal sacré. La Thidrekssaga met elle aussi ces liens de complicité en avant sous la forme d'un « accord intuitif » entre le cavalier et sa monture, Grani venant seul prendre le mors des mains de Sigurðr, ce qui s'apparenterait à « une reconnaissance entre deux frères de sang » proche du totémisme. Le récit révèle alors le nom que Sigurðr garde secret, celui des Völsung, c'est-à-dire les « fils du cheval ». Il en conclut que le cheval Grani est « avant tout un signe d'Odin, divinité tutélaire de Sigurðr », et que l'étymologie des Völsung pourrait renvoyer à un totémisme ancien.
Carl Gustav Jung pense dans son ouvrage, Métamorphose de l'âme et ses symboles, que ce cheval est lié à la symbolique du feu et de la lumière, et par extension à celle de l'éclair. « Ainsi, Siegfried saute par-dessus le brasier (Waterlohe) monté sur Grani, le cheval du tonnerre, qui descend de Sleipnir et qui seul ne se dérobe pas au feu ». A contrario, ce passage a donné lieu à une interprétation selon laquelle Grani est capable de sentir si son cavalier a peur du feu : le succès de la traversée du cercle de flammes ne dépendrait pas des qualités des chevaux, mais de celles de leurs cavaliers respectifs. Ce n'est pas le cheval Goti qui a peur du feu (et donc se dérobe), mais bien son cavalier Gunther.
La couleur de Grani, grise comme celle de son ancêtre Sleipnir, a elle aussi son importance. La romancière Nancy Marie Brown fait remarquer que les chevaux gris étaient généralement considérés comme des animaux-fées, sorciers, ou fantomatiques,. Une étude visant à déterminer quelle pourrait être parmi les vingt-quatre runes du futhark celle qui est gravée « sur le poitrail de Grani » en déduit que ce pourrait être Othala, car « en même temps que l’humiliation du viol (Sleipnir, père de Grani, est né de Loki fécondé par l'étalon Svadilfari), elle symbolise l’empreinte de la sagesse suprême ».
Selon Henri Dontenville, la légende du « cheval de Sigurd » aurait influencé les Otia imperalia de Gervais de Tilbury. Il y est question d'un étrange poulain cabré, vers l'an 1200.

## Influences et adaptations modernes
À partir des sources mythologiques telles que l'Edda poétique, la Völsunga saga et la chanson des Nibelungen (où Grani n'est à l'origine pas mentionné), diverses adaptations de l'histoire de Sigurd et Grani ont été réalisées, plus ou moins fidèlement, en reconstituant les passages de la légende qui n'existent pas dans les anciens textes.
Selon un numéro de la Revue des Deux Mondes étudiant et résumant les textes anciens en 1866, c'est le nain Regin, réfugié à la cour du roi franc Chilpéric[Lequel ?], qui donne au jeune Sigurd l'épée Gram et « l'incomparable cheval Grani » qu'il a dressé pour lui. Une adaptation du début du XXe siècle mentionne que le roi fit don de cette « monture magique » à Siegfried afin qu'il puisse assister Regin dans sa lutte contre le dragon Fafnir. Une autre fait de Grani un don de la valkyrie Brynhild à Sigurd, lorsqu'il la rencontre pour la première fois dans le château derrière le cercle de flammes.
Grani devient dans tous les cas la monture de Siegfried dans les adaptations de la chanson des Nibelungen. Lorsque le héros va trouver la valkyrie Brunehilde endormie dans un château entouré d'un cercle de flammes et le franchit pour la première fois (épisode manquant dans les sources mythologiques), on suppose qu'il le fait grâce à Grani. Siegfried offre alors l'anneau maudit des Nibelung à la valkyrie en gage de fidélité avant de repartir, toujours sur Grani qui traverse le cercle de flammes en sens inverse. Selon une adaptation de 1929, Brunehilde fait le serment « d'appartenir à celui qui viendra sur Grani chargé de l'héritage de Fáfnir, et qui traversera le cercle de flammes ». Puis Grani porte son maître jusqu'à la cour du roi Gjuki.
Il existe des adaptations de la légende de Sigurd en langue anglaise, où Grani est nommé « Greyfell »,. En outre, Grani est aussi un prénom masculin en Islande.

### PoèmeSigurden 1858
Un poème reconstituant les grandes lignes de la légende de Sigurd, publié en 1858, mentionne Grani plusieurs fois, ainsi, lorsque Sigurd embarque avec des guerriers pour venger son père :
|  | |  |  |
|  | D'un bond au milieu d'eux s'élance Grani, le roi des bons coursiers, Et sous ses pieds la planche aux vagues aguerrie Tremble et crie. |  |  |

Et lorsque l'orage éclate un peu plus tard :
|  |                                                                              |  |  |
|  | Grani, les naseaux entr'ouverts Secoue en hennissant sa crinière et sa tête. |  |  |

Le poème relate ensuite la traversée du cercle de flammes, lorsque Sigurd prend l'apparence de Gunnar afin de le franchir avec Grani, qui refuse de se faire chevaucher par un autre que son maître. Sigurd trouve une mort traître près d'un point d'eau de la main de ses amis pendant une partie de chasse alors que, monté sur Grani, il venait de tuer un ours. Le cheval n'est ensuite plus mentionné.

### Chants populaires des îles Féroé
Une traduction de chants populaires des îles Féroé, recueillis en 1817, est publiée en 1866. Sigurd obtient Grani avant d'affronter Fafnir et, après sa victoire, charge sa monture des nombreux trésors glanés dans la caverne du dragon. Il place douze coffres des deux côtés de la selle, avant de monter lui-même sur Grani. Un chant relate ensuite la course de Grani portant ces trésors :
|  | |  |  |
|  | Grani emporta l'or de dessus la bruyère, Grani emporta l'or de dessus la bruyère. Sigurd brandissait son épée avec colère ; il remporta la victoire sur le dragon. Grani emporta l'or de dessus la bruyère. |  |  |

### Sigurd the Volsung&The Fall of the Niblungs, en 1876
Dans ces deux adaptations de la légende de Sigurd en vers, Grani est présent sous le nom de « Greyfell ». Il y est décrit comme de couleur « gris-nuageuse », et il s'agit d'un don d'Odin à Sigurd,, comme dans la Völsunga saga. Sigurd le chevauche déjà lorsqu'il vainc le dragon Fafnir. Ses qualités sont louées de nombreuses fois au fil de l'histoire, jusqu'à la mort de Sigurd.

### OpéraL'anneau du Nibelung

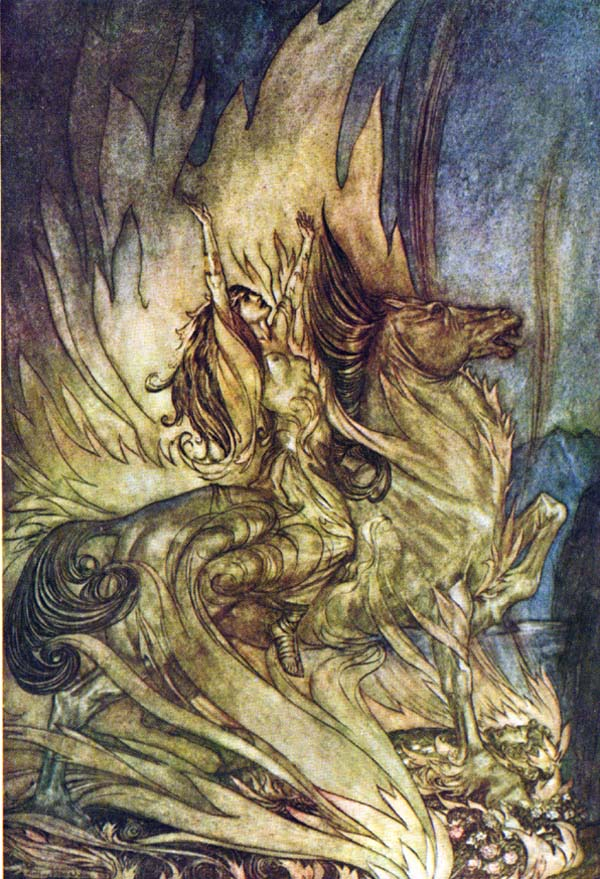
Grane et Brunehilde se sacrifient dans un brasier à la fin de Götterdämmerung. Illustration d'Arthur Rackham.

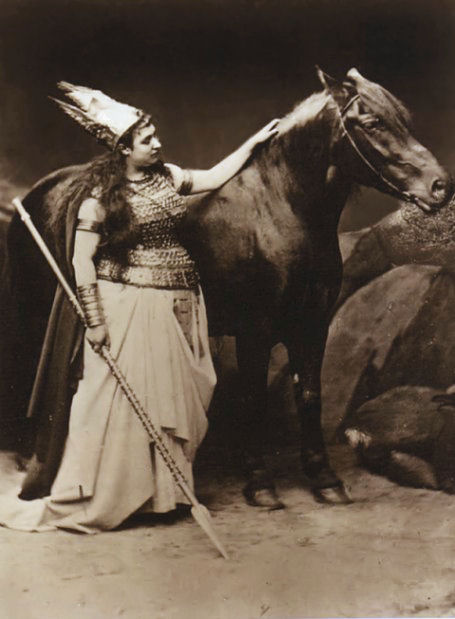
Cocotte, le cheval offert par Louis II de Bavière, a joué le rôle de Grane lors de la première représentation de l'opéra l'anneau du Nibelung à Bayreuth.

Dans l'opéra de Wagner, L'anneau du Nibelung, « Grane » est le nom du cheval de Brunehilde, la sœur aînée des Walkyries et l'un des personnages principaux de la tétralogie de Wagner. Grane et Brunehilde ont un rôle en apothéose dans le troisième et dernier acte du « Crépuscule des Dieux », (Götterdämmerung). Alors que l'on prépare le bûcher funéraire de Siegfried et que l'on amène le cheval du défunt, Brunehilde prend l'anneau maudit, le passe à son doigt, enflamme le bûcher, enfourche Grane et se précipite sur son dos dans le brasier de Siegfried. Par leur sacrifice, ils rétablissent l'ordre qui était rompu avec le vol de l'or du Rhin. Le Ragnarök, ou crépuscule des dieux, fait suite.

### Œuvres de Tolkien
Tolkien s'est largement inspiré de l'étymologie et des qualités d'un certain nombre de chevaux de la mythologie nordique, qu'il connait très bien, pour créer la cavalerie fictive de la terre du milieu. Grani ne fait pas exception à la règle puisque selon David Day, Tolkien avait probablement remarqué la faculté qu'a Grani de comprendre le langage humain et a pu s'en inspirer pour Gripoil (Shadowfax en anglais, c'est-à-dire « crinière d'ombre » en français), tout comme il s'est vraisemblablement inspiré de la faculté de Sleipnir à voler pour décrire la monture de Gandalf.
L'adaptation de la Légende de Sigurd et Gudrún par Tolkien reprend majoritairement les sources mythologiques de l'Edda poétique. Sigurd y prête l'étalon gris Grani à Gunnar, dont le cheval Goti se dérobe au feu, afin qu'il puisse atteindre la valkyrie Brynhild.

### La Malédiction de l'Anneau
Dans la série de romans La Malédiction de l'Anneau publiée de 2008 à 2010 à partir des sources mythologiques, Édouard Brasey mentionne Grani comme le fils de Sleipnir, un cheval « fort et courageux » et un « superbe étalon à la robe dorée et aux crins ivoire ». Sigurd le trouve grâce aux conseils d'Odin déguisé, avec cette particularité qu'il sacrifie toute la harde sauvage dont fait partie Grani en précipitant l'ensemble des chevaux dans la rivière, où ils se noient à l'exception de Grani.

### Timbres
Les îles Féroé ont édité vers 2001 une série de timbres sur la mythologie nordique, dont quelques-uns représentent de célèbres épisodes mettant en scène Grani, comme sa traversée du cercle de flammes et son retour vers Gudrun lorsqu'il pleure la mort de son maître.

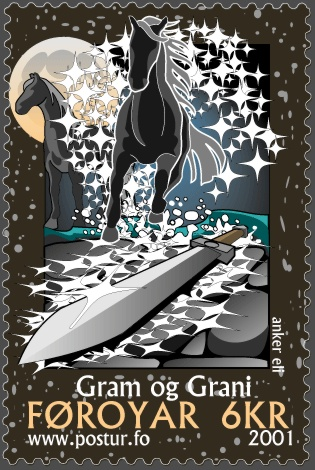
Grani et l'épée Gram
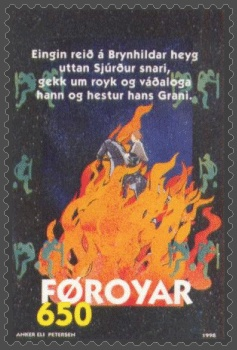
Grani franchit le cercle de flammes entourant Brunehilde, avec Siegfried sur le dos
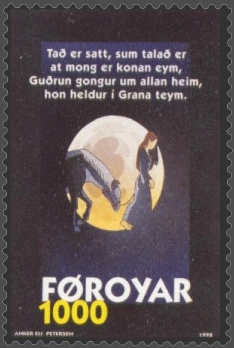
Grani rejoint Gudrun et pleure son maître

Grani figure aussi sur une série de timbres thématiques du Sierra Leone, consacrés aux chevaux des mythologies.

## Dans la culture populaire

### Dessin animé / Œuvre d'animation
Dans le spinoff de Saint Seiya / Les chevaliers du Zodiaque : Soul Of Gold, prenant place à Asgard, Grani est le nom de la God robe (armure) associée au guerrier divin : Sigmund,  détenteur de "L'épée serpent" : Gram, et frère ainé du guerrier divin : Siegfried de Dubhe, porteur de la god robe du dragon Fáfnir. 
Sigmund de Grani est, tant le gardien de la chambre de Niflheimr, le "Hall du brouillard" au cœur du frêne sacré Yggdrasil, que l'un des sept protecteurs de l'antagoniste de ce chapitre de l'animé : Andréas / Loki.